# Мена (Верона)
Мена је насеље у Италији у округу Верона, региону Венето.
Према процени из 2011. у насељу је живело 721 становника. Насеље се налази на надморској висини од 8 м.